# Nagrody Księżnej Asturii
Nagrody Księżnej Asturii (hiszp. Premios Princesa de Asturias, w okresie 1981–2014 Nagrody Księcia Asturii, hiszp. Premios Príncipe de Asturias) – nagrody przyznawane w Hiszpanii dorocznie od 1981 roku przez Fundację Księżnej Asturii osobom, organizacjom i innym jednostkom z całego świata za znaczące osiągnięcia w dziedzinie nauk ścisłych, humanistycznych i spraw publicznych. Nagrody wręczane są w Oviedo, stolicy Księstwa Asturii, podczas ceremonii w Teatrze Campoamor przez Księżną Asturii. Wcześniej wręczane przez księcia, obecnie Filipa VI. Nagrodą jest rzeźba stworzona specjalnie na ten cel przez hiszpańskiego artystę Joana Miró.

## Dziedziny

### Sztuka
- 1981: Jesús López Cobos
- 1982: Pablo Serrano
- 1983: Eusebio Sempere
- 1984: Orfeón Donostiarra
- 1985: Antonio López García
- 1986: Luis García Berlanga
- 1987: Eduardo Chillida
- 1988: Jorge Oteiza
- 1989: Oscar Niemeyer
- 1990: Antonio Tàpies
- 1991: Alfredo Kraus, José Carreras, Teresa Berganza, Pilar Lorengar, Plácido Domingo, Montserrat Caballé i Victoria de los Angeles
- 1992: Roberto Matta
- 1993: Francisco Javier Sáenz de Oiza
- 1994: Alicia de Larrocha
- 1995: Fernando Fernán-Gómez
- 1996: Joaquín Rodrigo
- 1997: Vittorio Gassmann
- 1998: Sebastião Salgado
- 1999: Santiago Calatrava
- 2000: Barbara Hendricks
- 2001: Krzysztof Penderecki
- 2002: Woody Allen
- 2003: Miquel Barceló
- 2004: Paco de Lucía
- 2005: Maja Plisiecka i Tamara Rojo
- 2006: Pedro Almodóvar
- 2007: Bob Dylan
- 2008: FESNOJIV (Państwowa Fundacja na rzecz Narodowego Systemu Orkiestr Młodzieżowych i Dziecięcych w Wenezueli)
- 2009: Norman Foster
- 2010: Richard Serra
- 2011: Riccardo Muti
- 2012: Rafael Moneo
- 2013: Michael Haneke
- 2014: Frank Gehry
- 2015: Francis Ford Coppola
- 2016: Núria Espert
- 2017: William Kentridge
- 2018: Martin Scorsese
- 2019: Peter Brook
- 2020: Ennio Morricone i John Williams
- 2021: Marina Abramović
- 2022: Carmen Linares i María Pagés
- 2023: Meryl Streep

### Komunikacja i Działania na rzecz Ludzkości
- 1981: María Zambrano
- 1982: Mario Bunge
- 1983: czasopismo El País
- 1984: Claudio Sánchez Albornoz
- 1985: José Ferrater Mora
- 1986: O Globo
- 1987: czasopisma El Espectador i El Tiempo
- 1988: Horacio Sáenz Guerrero
- 1989: Fondo de Cultura Económica i Pedro Laín Entralgo
- 1990: José Simeón Cañas University
- 1991: Luis María Anson
- 1992: Emilio García Gómez
- 1993: czasopismo Vuelta, zał. Octavio Paz
- 1994: hiszpańskie misje w Rwandzie i Burundi
- 1995: José Luis López Aranguren i Agencja EFE
- 1996: Indro Montanelli i Julián Marías Aguilera
- 1997: CNN i Václav Havel
- 1998: Reinhard Mohn
- 1999: Instituto Caro y Cuervo
- 2000: Umberto Eco
- 2001: George Steiner
- 2002: Hans Magnus Enzensberger
- 2003: Ryszard Kapuściński i Gustavo Gutiérrez Merino
- 2004: Jean Daniel
- 2005: Alliance française, Stowarzyszenie Dantego Alighieri, British Council, Instytut Goethego, Instytut Cervantesa i Instytut Camõesa
- 2006: National Geographic Society
- 2007: czasopisma Nature i Science
- 2008: Google
- 2009: Narodowy Uniwersytet Meksykański
- 2010: Alain Touraine i Zygmunt Bauman
- 2011: Royal Society
- 2012: Shigeru Miyamoto
- 2013: Annie Leibovitz
- 2014: Quino
- 2015: Emilio Lledó
- 2016: James Nachtwey
- 2017: Les Luthiers
- 2018: Alma Guillermoprieto
- 2019: Prado
- 2020: Międzynarodowe Targi Książki w Guadalajarze i Hay Festival
- 2021: Gloria Steinem
- 2022: Adam Michnik
- 2023: Nuccio Ordine

### Współpraca międzynarodowa
- 1981: José López Portillo
- 1982: Enrique V. Iglesias
- 1983: Belisario Betancur
- 1984: Grupa z Contradory
- 1985: Raúl Alfonsín
- 1986: Uniwersytet w Salamance i Uniwersytet w Coimbrze
- 1987: Javier Pérez de Cuéllar
- 1988: Óscar Arias
- 1989: Jacques Delors i Michaił Gorbaczow
- 1990: Hans Dietrich Genscher
- 1991: UNHCR
- 1992: Nelson Mandela i Frederik Willem de Klerk
- 1993: UNPROFOR
- 1994: Jasir Arafat i Icchak Rabin
- 1995: Mario Soares
- 1996: Helmut Kohl
- 1997: rząd Gwatemali i Gwatemalska Jedność Narodowo-Rewolucyjna
- 1998: Fatiha Boudiaf, Olayinka Koso-Thomas, Graça Machel, Rigoberta Menchú, Fatana Ishaq Gailani, Emma Bonino i Somaly Mam
- 1999: Pedro Duque, John Glenn, Chiaki Mukai i Walerij Polakow
- 2000: Fernando Henrique Cardoso
- 2001: Międzynarodowa Stacja Kosmiczna
- 2002: Komitet Naukowy Badań Antarktycznych
- 2003: Luiz Inácio Lula da Silva
- 2004: program Erasmus
- 2005: Simone Veil
- 2006: Bill & Melinda Gates Foundation
- 2007: Al Gore
- 2008: Ifakara Health Research and Development Centre, Malaria Research and Training Centre, Kintampo Health Research Centre i Centro de Investigação em Saúde de Manhiça
- 2009: Światowa Organizacja Zdrowia
- 2010: The Transplantation Society i Organización Nacional de Transplantes
- 2011: Bill Drayton
- 2012: Międzynarodowy Ruch Czerwonego Krzyża i Czerwonego Półksiężyca
- 2013: Towarzystwo Maxa Plancka
- 2014: Fundacja Fulbrighta
- 2015: Wikipedia
- 2016: Ramowa konwencja Narodów Zjednoczonych w sprawie zmian klimatu i paryskie porozumienie
- 2017: Hispanic Society of America
- 2018: Amref Health Africa
- 2019: Salman Khan i Khan Academy
- 2020: GAVI (Globalny Sojusz na rzecz Szczepionek i Szczepień)
- 2021: Camfed
- 2022: Ellen MacArthur
- 2023: DNDi (inicjatywa na rzecz leków przeciwko chorobom zaniedbanym)

### Literatura
- 1981: José Hierro
- 1982: Miguel Delibes i Gonzalo Torrente Ballester
- 1983: Juan Rulfo
- 1984: Pablo García Baena
- 1985: Angel González
- 1986: Mario Vargas Llosa i Rafael Lapesa
- 1987: Camilo José Cela
- 1988: José Angel Valente i Carmen Martín Gaite
- 1989: Ricardo Gullón
- 1990: Arturo Uslar Pietri
- 1991: mieszkańcy Portoryko
- 1992: Francisco Morales Nieva
- 1993: Claudio Rodríguez
- 1994: Carlos Fuentes
- 1995: Carlos Bousoño
- 1996: Francisco Umbral
- 1997: Álvaro Mutis
- 1998: Francisco Ayala
- 1999: Günter Grass
- 2000: Augusto Monterroso
- 2001: Doris Lessing
- 2002: Arthur Miller
- 2003: Fatema Mernissi i Susan Sontag
- 2004: Claudio Magris
- 2005: Nélida Piñon
- 2006: Paul Auster
- 2007: Amos Oz
- 2008: Margaret Atwood
- 2009: Ismail Kadare
- 2010: Amin Maalouf
- 2011: Leonard Cohen
- 2012: Philip Roth
- 2013: Antonio Muñoz Molina
- 2014: John Banville
- 2015: Leonardo Padura
- 2016: Richard Ford
- 2017: Adam Zagajewski
- 2018: Fred Vargas
- 2019: Siri Hustvedt
- 2020: Anne Carson
- 2021: Emmanuel Carrère
- 2022: Juan Mayorga
- 2023: Haruki Murakami

### Nauki społeczne
- 1981: Román Perpiñá
- 1982: Antonio Domínguez Ortiz
- 1983: Julio Caro Baroja
- 1984: Eduardo García de Enterría
- 1985: Ramón Carande Thovar
- 1986: José Luis Pinillos
- 1987: Juan José Linz
- 1988: Luis Díez del Corral i Luis Sánchez Agesta
- 1989: Enrique Fuentes Quintana
- 1990: Rodrigo Uría González
- 1991: Miguel Artola Gallego
- 1992: Juan Velarde Fuertes
- 1993: Silvio Zavala
- 1994: Aurelio Menéndez Menéndez
- 1995: Joaquim Veríssimio Serrão
- 1996: John Huxtable Elliott
- 1997: Martín de Riquer Morera
- 1998: Jacques Santer i Pierre Werner
- 1999: Raymond Carr
- 2000: Carlo Maria Martini
- 2001: Colegio de México i Juan Iglesias Santos
- 2002: Anthony Giddens
- 2003: Jürgen Habermas
- 2004: Paul Krugman
- 2005: Giovanni Sartori
- 2006: Mary Robinson
- 2007: Ralf Dahrendorf
- 2008: Tzvetan Todorov
- 2009: David Attenborough
- 2010: zespół archeologów pracujący przy Terakotowej Armii
- 2011: Howard Gardner
- 2012: Martha Nussbaum
- 2013: Saskia Sassen
- 2014: Joseph Pérez
- 2015: Esther Duflo
- 2016: Mary Beard
- 2017: Karen Armstrong
- 2018: Michael J. Sandel
- 2019: Alejandro Portes
- 2020: Dani Rodrik
- 2021: Amartya Sen
- 2022: Eduardo Matos Moctezuma
- 2023: Hélène Carrère d’Encausse

### Sport
- 1987: Sebastian Coe
- 1988: Juan Antonio Samaranch
- 1989: Seve Ballesteros
- 1990: Sito Pons
- 1991: Siergiej Bubka
- 1992: Miguel Indurain
- 1993: Javier Sotomayor
- 1994: Martina Navrátilová
- 1995: Hassiba Boulmerka
- 1996: Carl Lewis
- 1997: hiszpańscy maratończycy
- 1998: Arantxa Sánchez Vicario
- 1999: Steffi Graf
- 2000: Lance Armstrong
- 2001: Manuel Estiarte
- 2002: Reprezentacja Brazylii w piłce nożnej
- 2003: Tour de France
- 2004: Hicham El Guerrouj
- 2005: Fernando Alonso
- 2006: Reprezentacja Hiszpanii w koszykówce mężczyzn
- 2007: Michael Schumacher
- 2008: Rafael Nadal
- 2009: Jelena Isinbajewa
- 2010: Reprezentacja Hiszpanii w piłce nożnej mężczyzn
- 2011: Haile Gebrselassie
- 2012: Iker Casillas, Xavi
- 2013: José María Olazábal
- 2014: Maraton Nowojorski
- 2015: Marc i Pau Gasol
- 2016: Javier Gómez
- 2017: Reprezentacja Nowej Zelandii w rugby union mężczyzn
- 2018: Krzysztof Wielicki i Reinhold Messner[1]
- 2019: Lindsey Vonn
- 2020: Carlos Sainz
- 2021: Teresa Perales
- 2022: Olimpijska Fundacja Uchodźców i olimpijska reprezentacja uchodźców
- 2023: Eliud Kipchoge

### Badania Naukowe i Technika
- 1981: Alberto Sols
- 1982: Manuel Ballester
- 1983: Luis Antonio Santaló
- 1984: Antonio García Bellido
- 1985: Emilio Rosenblueth i David Vázquez Martínez
- 1986: Antonio González González
- 1987: Pablo Rudomín i Jacinto Convit
- 1988: Manuel Cardona i Marcos Moshinsky
- 1989: Guido Münch
- 1990: Salvador Moncada i Santiago Grisolía
- 1991: Francisco Bolívar Zapata
- 1992: Federico García Moliner
- 1993: Amable Liñán
- 1994: Manuel Patarroyo
- 1995: Manuel Losada Villasante i kostarykański Narodowy Instytut Bioróżnorodności
- 1996: Valentín Fuster
- 1997: zespół badaczy Atapuerca
- 1998: Emilio Méndez Pérez i Pedro Miguel Etxenike Landiríbar
- 1999: Ricardo Miledi i Enrique Moreno González
- 2000: Luc Montagnier i Robert Gallo
- 2001: Craig Venter, John Sulston, Hamilton Othanel Smith, Francis Collins i Jean Weissenbach
- 2002: Robert E. Kahn, Vinton Cerf, Tim Berners-Lee i Lawrence Roberts
- 2003: Jane Goodall
- 2004: Judah Folkman, Tony Hunter, Joan Massagué Solé, Bert Vogelstein i Robert Weinberg
- 2005: António Damásio
- 2006: Juan Ignacio Cirac
- 2007: Ginés Morata Pérez i Peter Lawrence
- 2008: Sumio Iijima, Shūji Nakamura, Robert Langer, George M. Whitesides i Tobin Marks
- 2009: Martin Cooper i Ray Tomlinson
- 2010: David Julius, Linda Watkins i Baruch Minke.
- 2011: Joseph Altman, Arturo Álvarez-Buylla i Giacomo Rizzolatti
- 2012: Greg Winter i Richard Lerner
- 2013: François Englert, Peter Higgs i CERN
- 2014: Avelino Corma Canós, Mark E. Davis i Galen D. Stucky
- 2015: Emmanuelle Charpentier i Jennifer Doudna
- 2016: Hugh Herr
- 2017: Rainer Weiss, Kip Thorne, Barry Barish i naukowcy współpracujący przy eksperymencie LIGO
- 2018: Svante Pääbo
- 2019: Joanne Chory i Sandra Myrna Díaz
- 2020: Yves Meyer, Ingrid Daubechies, Terence Tao i Emmanuel Candès
- 2021: Katalin Karikó, Drew Weissman, Philip Felgner, Uğur Şahin, Özlem Türeci, Derrick Rossi i Sarah Gilbert
- 2022: Geoffrey Hinton, Yann LeCun, Yoshua Bengio i Demis Hassabis
- 2023: Jeffrey I. Gordon, Everett Peter Greenberg i Bonnie Bassler

### Zgoda między Narodami
- 1986: Wikariat Solidarności
- 1987: Villa El Salvador
- 1988: Międzynarodowa Unia Ochrony Przyrody i Jej Zasobów i World Wildlife Fund
- 1989: Stephen Hawking
- 1990: społeczności sefardyjskie
- 1991: Medicus Mundi International i Lekarze bez Granic
- 1992: Amerykańska Fundacja do Badań nad AIDS (amFAR)
- 1993: Stowarzyszenie na rzecz pokoju w Kraju Basków
- 1994: Save the Children, National Movement of Street Children i Messengers of Peace
- 1995: J.W. Husajn I, król Jordanii
- 1996: Adolfo Suárez
- 1997: Yehudi Menuhin i Mstisław Rostropowicz
- 1998: Nicolás Castellanos, Vicente Ferrer, Joaquín Sanz Gadea i Muhammad Yunus
- 1999: Caritas Española
- 2000: Hiszpańska Akademia Królewska i Stowarzyszenie Akademii Języka Hiszpańskiego
- 2001: światowa sieć rezerwatów biosfery
- 2002: Daniel Barenboim i Edward Said
- 2003: J.K. Rowling
- 2004: Droga św. Jakuba
- 2005: Zgromadzenie Sióstr Miłosierdzia św. Wincentego à Paulo
- 2006: UNICEF
- 2007: Jad Waszem
- 2008: Íngrid Betancourt
- 2009: Berlin
- 2010: Manos Unidas
- 2011: Pięćdziesięciu z Fukushimy
- 2012: FESBAL
- 2013: ONCE
- 2014: Caddy Adzuba
- 2015: Zakon Szpitalny Świętego Jana Bożego
- 2016: SOS Wioski Dziecięce
- 2017: Unia Europejska
- 2018: Sylvia Earle
- 2019: Gdańsk[2]
- 2020: pracownicy hiszpańskiej służby zdrowia walczący z pandemią COVID-19
- 2021: José Andrés i World Central Kitchen
- 2022: Shigeru Ban
- 2023: Mary's Meals